# Troupe de La Monnaie en 1772

## Composition de la troupe duThéâtre de la Monnaieen1772
L'année théâtrale commence le 20 avril 1772 et se termine le 27 février 1773.
| Acteurs et chanteurs         | Actrices et chanteuses   |
| ---------------------------- | ------------------------ |
| Bressole                     | Beauménard               |
| Canneel                      | Corte                    |
| Chevalier                    | Suzette Defoye           |
| Dazincourt                   | Angélique D'Hannetaire   |
| Dubois                       | Eugénie D'Hannetaire     |
| Dubus                        | D'Humainbourg            |
| Duvallon                     | Durancy                  |
| Fargès                       | Gontier                  |
| Florence                     | La Bernardière           |
| Grandmesnil                  | Nauroy                   |
| Grégoire                     | Sophie Lothaire          |
| Lambert                      | Verteuil                 |
| Larive                       |                          |
| Louis                        |                          |
| Messière                     |                          |
| Pierson                      |                          |
| Pilliotte (ou Piot)          |                          |
| Orchestre                    |                          |
| Vitzthumb, maître de musique | Pallet                   |
| Bauwens                      | Poitiaux                 |
| Borremans                    | Pris                     |
| de Burbure                   | Sauerwein                |
| Dillay                       | Seyffrith                |
| Doudelet                     | Vandenbroeck             |
| Gehot (J.)                   | Vandenhouten             |
| Gehot (P.J.)                 | Vandereycken             |
| Gehot cadet (F.)             | Vanderplasse             |
| Godecharles                  | Van Eeckhout             |
| Hinne                        | Van Hamme fils           |
| Ipperzeel                    | Van Maldere cadet (J.B.) |
| Langlois                     | Van Maldere aîné (G.)    |
| L'Artillion                  | Vicedomini               |
| Moris                        | Wirth fils               |
| Autre personnel              |                          |
| Bercaville, inspecteur       | D'Humainbourg, souffleur |

### Source
- Bruxelles, Archives générales du Royaume, Administration du Théâtre de Bruxelles, registre 119.